# Belgiens representantkammare
Representantkammaren (ned: Kamer van Volksvertegenwoordigers; fr: Chambre des représentants; ty: Abgeordnetenkammer) är underhuset i Belgiens federala parlament, överhuset är Senaten.